# Pollareberg
De Pollareberg is een helling in de Vlaamse Ardennen gelegen in Pollare, de voet van de klim nabij de rivier de Dender.

## Wielrennen
De Pollareberg is in de Ronde van Vlaanderen tweemaal opgenomen geweest, in 1986 en 1987, beide keren na de Muur-Kapelmuur en Bosberg.
Als op de top rechtdoor wordt gereden volgt de afdaling van de Flierendries.